# Sibiril
Sibiril är en kommun i departementet Finistère i regionen Bretagne i västra Frankrike. Kommunen ligger i kantonen Saint-Pol-de-Léon som tillhör arrondissementet Morlaix. År 2022 hade Sibiril 1 154 invånare.

## Befolkningsutveckling
Antalet invånare i kommunen Sibiril
Referens:INSEE